# Gmina Pobiedziska
Gmina Pobiedziska je polská městsko-vesnická gmina v okrese Poznaň ve Velkopolském vojvodství. Sídlem gminy je město Pobiedziska. V roce 2017 zde žilo 19 741 obyvatel.
Gmina má rozlohu 189,27 km² a zabírá 9,96 % rozlohy okresu.

## Části gminy
StarostenstvíBednary, Biskupice, Bociniec, Borowo-Młyn, Główna, Góra, Jankowo, Jerzykowo, Kocanowo, Kociałkowa Górka, Kołata, Latalice, Łagiewniki, Podarzewo, Polska Wieś, Pomarzanowice, Promno, Stęszewko, Wagowo, Węglewo, Wronczyn, Złotniczki
Sídla bez statusu starostenstvíBugaj, Czachurki, Gołunin, Jerzyn, Kowalskie, Krześlice, Olszak, Promno-Stacja, Pruszewiec, Stara Górka, Suchy Bór, Tuczno, Uzarzewo-Huby, Wójtostwo, Zbierkowo

## Sousední gminy
| Růžice kompasu | Murowana Goślina | Kiszkowo          |                   | Růžice kompasu |
| Růžice kompasu | Czerwonak        | Sever             | Łubowo            | Růžice kompasu |
| Růžice kompasu | Czerwonak        | Gmina Pobiedziska | Łubowo            | Růžice kompasu |
| Růžice kompasu | Czerwonak        | Jih               | Łubowo            | Růžice kompasu |
| Růžice kompasu | Swarzędz         | Kostrzyn          | Czerniejewo Nekla | Růžice kompasu |